# Gajoubert
Gajoubert (Ga Jaubèrt en occitan) est une commune française située dans le département de la Haute-Vienne, en région Nouvelle-Aquitaine.

## Géographie

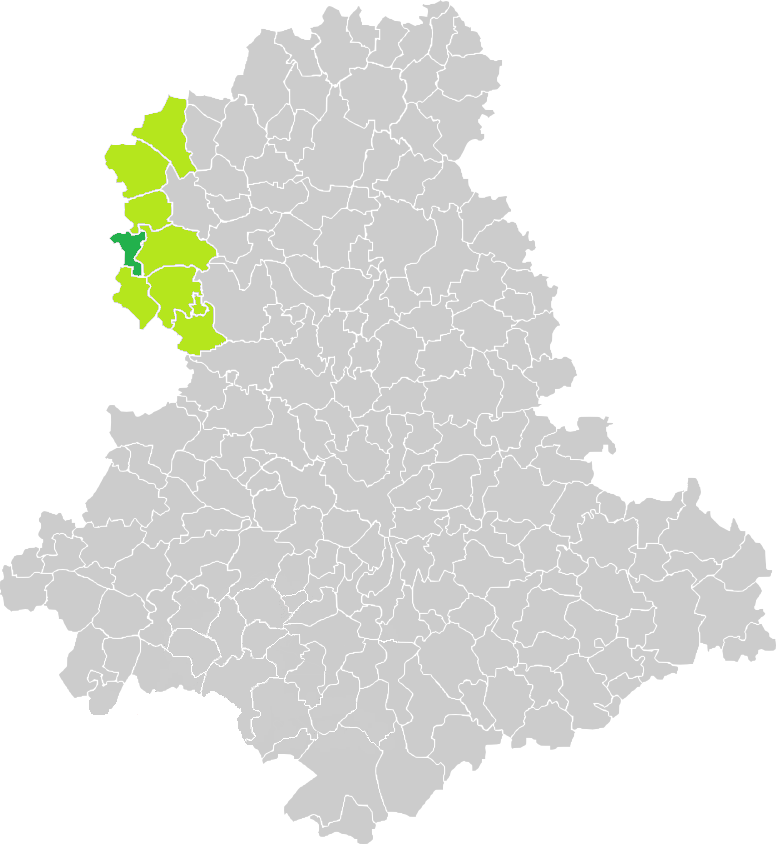
Situation de la commune de Gajoubert en Haute-Vienne.

### Localisation et accès
La commune de Gajoubert est au nord-ouest de la Haute-Vienne. Elle est limitrophe des départements de la Charente à l'ouest et la Vienne au nord.

### Communes limitrophes
Les communes limitrophes sont  Asnières-sur-Blour, Brillac, Oradour-Fanais, Saint-Martial-sur-Isop et Val d'Issoire.
| Asnières-sur-Blour (Vienne) | Saint-Martial-sur-Isop |               |
| Oradour-Fanais (Charente)   | Gajoubert              |               |
| Brillac (Charente)          |                        | Val d'Issoire |

### Climat
Pour des articles plus généraux, voir Climat de la Nouvelle-Aquitaine et Climat de la Haute-Vienne.
Historiquement, la commune est exposée à un climat océanique limousin.  
En 2020, Météo-France publie une typologie des climats de la France métropolitaine dans laquelle la commune est exposée à un climat océanique altéré et est dans la région climatique  Poitou-Charentes, caractérisée par un bon ensoleillement, particulièrement en été et des vents modérés.
Pour la période 1971-2000, la température annuelle moyenne est de 11,4 °C, avec une amplitude thermique annuelle de 14,6 °C. Le cumul annuel moyen de précipitations est de 907 mm, avec 12,7 jours de précipitations en janvier et 7,4 jours en juillet. Pour la période 1991-2020, la température moyenne annuelle observée sur la station météorologique la plus proche, située sur la commune de Val d'Issoire à 7,42 km à vol d'oiseau, est de 11,9 °C et le cumul annuel moyen de précipitations est de 988,9 mm,. Pour l'avenir, les paramètres climatiques de la commune estimés pour 2050 selon différents scénarios d’émission de gaz à effet de serre sont consultables sur un site dédié publié par Météo-France en novembre 2022.

## Urbanisme

### Typologie
Au 1er janvier 2024, Gajoubert est catégorisée commune rurale à habitat très dispersé, selon la nouvelle grille communale de densité à sept niveaux définie par l'Insee en 2022.
Elle est située hors unité urbaine. Par ailleurs la commune fait partie de l'aire d'attraction de Bellac, dont elle est une commune de la couronne,. Cette aire, qui regroupe 11 communes, est catégorisée dans les aires de moins de 50 000 habitants,.

### Occupation des sols
L'occupation des sols de la commune, telle qu'elle ressort de la base de données européenne d’occupation biophysique des sols Corine Land Cover (CLC), est marquée par l'importance des territoires agricoles (87,3 % en 2018), en diminution par rapport à 1990 (89,6 %). La répartition détaillée en 2018 est la suivante : 
prairies (55,2 %), zones agricoles hétérogènes (32,2 %), forêts (10,4 %), espaces verts artificialisés, non agricoles (2,2 %). L'évolution de l’occupation des sols de la commune et de ses infrastructures peut être observée sur les différentes représentations cartographiques du territoire : la carte de Cassini (XVIIIe siècle), la carte d'état-major (1820-1866) et les cartes ou photos aériennes de l'IGN pour la période actuelle (1950 à aujourd'hui).

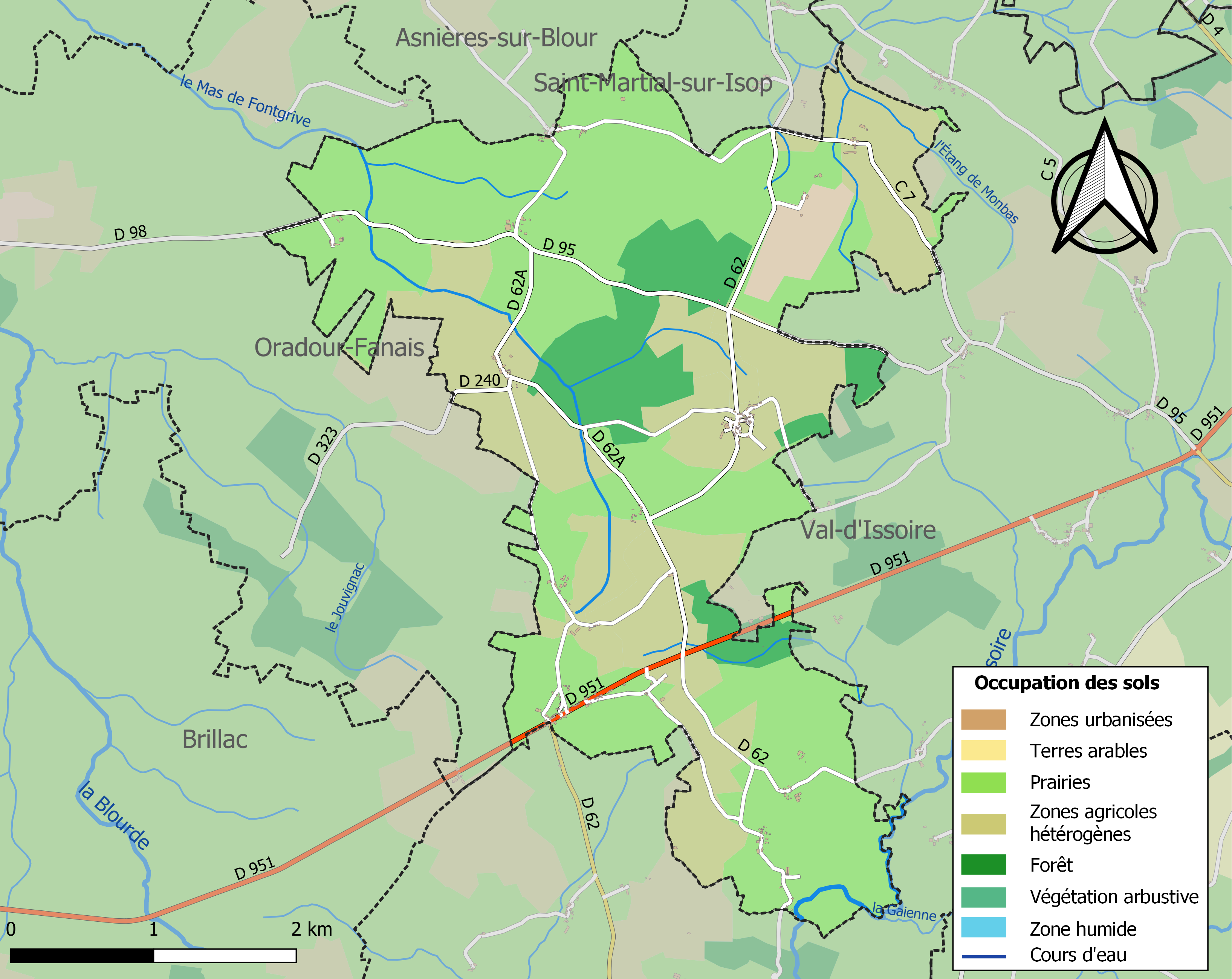
Carte des infrastructures et de l'occupation des sols de la commune en 2018 (CLC).

### Risques majeurs
Le territoire de la commune de Gajoubert est vulnérable à différents aléas naturels : météorologiques (tempête, orage, neige, grand froid, canicule ou sécheresse) et séisme (sismicité faible). Il est également exposé à un risque technologique,  le transport de matières dangereuses, et à un risque particulier : le risque de radon. Un site publié par le BRGM permet d'évaluer simplement et rapidement les risques d'un bien localisé soit par son adresse soit par le numéro de sa parcelle.

#### Risques naturels

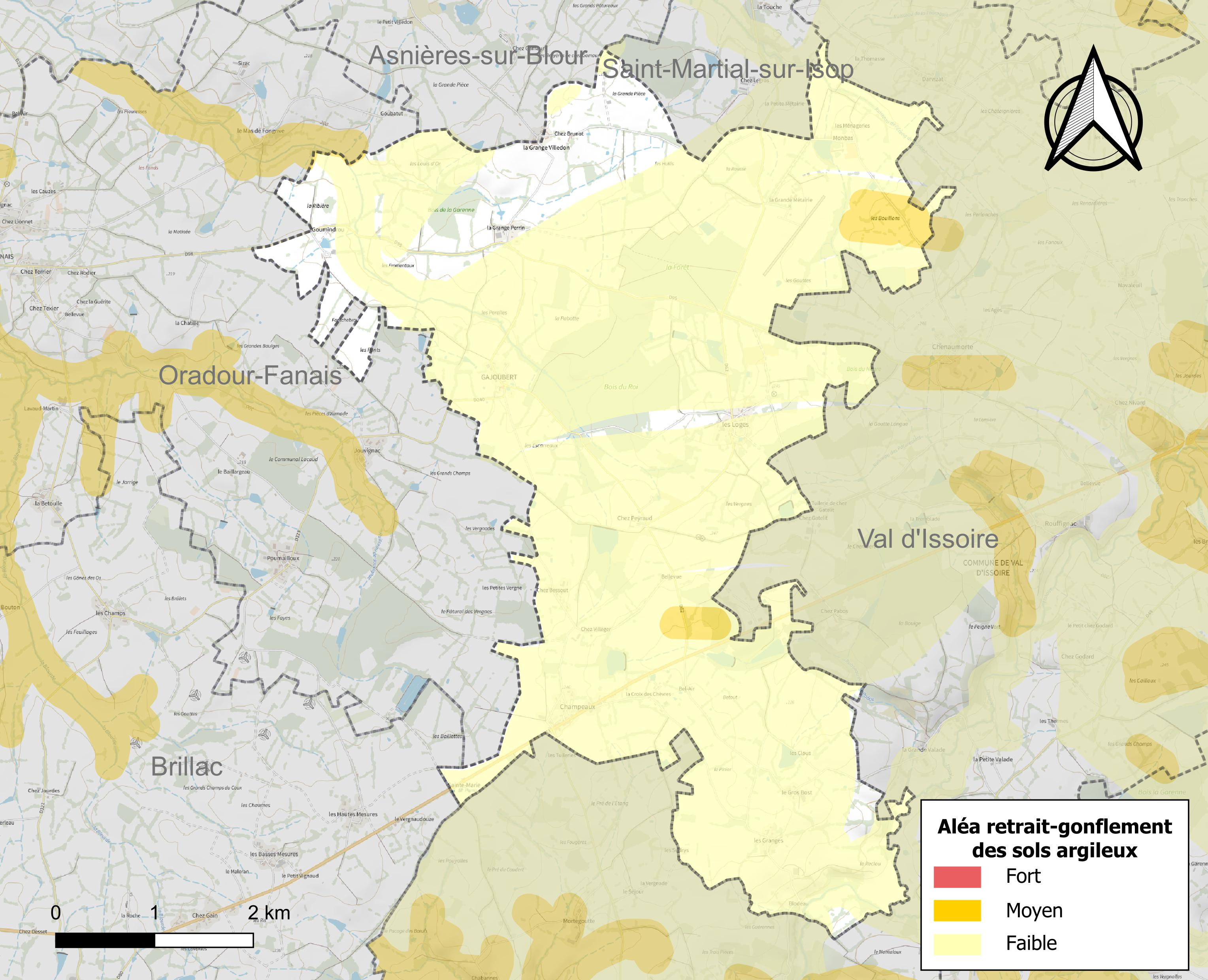
Carte des zones d'aléa retrait-gonflement des sols argileux de Gajoubert.

Le retrait-gonflement des sols argileux est susceptible d'engendrer des dommages importants aux bâtiments en cas d’alternance de périodes de sécheresse et de pluie. 2,2 % de la superficie communale est en aléa moyen ou fort (27 % au niveau départemental et 48,5 % au niveau national métropolitain). Depuis le 1er octobre 2020, en application de la loi ÉLAN, différentes contraintes s'imposent aux vendeurs, maîtres d'ouvrages ou constructeurs de biens situés dans une zone classée en aléa moyen ou fort,.
La commune a été reconnue en état de catastrophe naturelle au titre des dommages causés par les inondations et coulées de boue survenues en 1982 et 1999 et par des mouvements de terrain en 1999.

#### Risque particulier
Dans plusieurs parties du territoire national, le radon, accumulé dans certains logements ou autres locaux, peut constituer une source significative d’exposition de la population aux rayonnements ionisants. Selon la classification de 2018, la commune de Gajoubert est classée en zone 3, à savoir zone à potentiel radon significatif.

## Histoire
Champeaux, ancienne paroisse et commune réunie à Gajoubert en 1829.

### Les Templiers et les Hospitaliers
Champeaux fut d'abord une commanderie de l'ordre du Temple puis de l'ordre de Saint-Jean de Jérusalem devenue ensuite un membre de la commanderie de Puy de Noix,.
L'église et le cimetière de la commanderie furent vendus comme biens nationaux le 21 juillet 1801 au sieur Robineau de Gajoubert qui les fit démolir pour vendre les matériaux.

## Politique et administration
| Période                                  | Période  | Identité            | Étiquette | Qualité                                                          |
| ---------------------------------------- | -------- | ------------------- | --------- | ---------------------------------------------------------------- |
| avant 1981                               | ?        | Roger Villessot     | PCF       | Conseiller général du canton de Mézières-sur-Issoire (1988-2001) |
| mars 2008                                | en cours | Jacques de La Salle | SE        |                                                                  |
| Les données manquantes sont à compléter. |          |                     |           |                                                                  |

## Démographie
L'évolution du nombre d'habitants est connue à travers les recensements de la population effectués dans la commune depuis 1793. Pour les communes de moins de 10 000 habitants, une enquête de recensement portant sur toute la population est réalisée tous les cinq ans, les populations de référence des années intermédiaires étant quant à elles estimées par interpolation ou extrapolation. Pour la commune, le premier recensement exhaustif entrant dans le cadre du nouveau dispositif a été réalisé en 2006.

En 2022, la commune comptait 148 habitants, en stagnation par rapport à 2016 (Haute-Vienne : −0,68 %, France hors Mayotte : +2,11 %).
| 1793 | 1800 | 1806 | 1821 | 1831 | 1836 | 1841 | 1846 | 1851 |
| ---- | ---- | ---- | ---- | ---- | ---- | ---- | ---- | ---- |
| 272  | 266  | 335  | 250  | 348  | 400  | 427  | 488  | 510  |

| 1856 | 1861 | 1866 | 1872 | 1876 | 1881 | 1886 | 1891 | 1896 |
| ---- | ---- | ---- | ---- | ---- | ---- | ---- | ---- | ---- |
| 513  | 480  | 441  | 472  | 507  | 554  | 565  | 579  | 578  |

| 1901 | 1906 | 1911 | 1921 | 1926 | 1931 | 1936 | 1946 | 1954 |
| ---- | ---- | ---- | ---- | ---- | ---- | ---- | ---- | ---- |
| 532  | 540  | 500  | 424  | 402  | 362  | 340  | 326  | 295  |

| 1962 | 1968 | 1975 | 1982 | 1990 | 1999 | 2006 | 2011 | 2016 |
| ---- | ---- | ---- | ---- | ---- | ---- | ---- | ---- | ---- |
| 315  | 250  | 211  | 190  | 156  | 171  | 175  | 172  | 148  |

| 2021 | 2022 | - | - | - | - | - | - | - |
| ---- | ---- | - | - | - | - | - | - | - |
| 146  | 148  | - | - | - | - | - | - | - |

## Lieux et monuments
- Église Saint-Antoine

## Pour approfondir